# 어비류
어비류(於卑留, ?~?)는 고구려의 관료이다.

## 생애
왕비 우씨(于氏)의 친척이자, 패자(沛者)로서 중외대부(中畏大夫)를 지내며 좌가려(左可慮)와 함께 관력 왕비를 믿고서 권력을 휘둘러 민가에 많은 피해를 입혔다.
고국천왕이 이를 알고 그를 죽이려고 하자 190년에 일부 연나부(椽那部) 세력들과 함께 반란을 일으켰으며, 이후 반란은 진압되었다.